# Here (JUNNAの曲)
「Here」（ヒア）は、日本の女性シンガーJUNNAの1枚目のシングルである。2017年11月1日にフライングドッグより発売された。

## 概要
JUNNAが2017年6月21日にミニアルバム『Vai! Ya! Vai!』でソロデビューを果たしたのち、同年11月1日に発売された。この11月1日はJUNNAの誕生日11月2日の前日であり、16歳最後の楽曲が「Here」であった。表題曲「Here」はヤマザキコレ原作のテレビアニメ『魔法使いの嫁 SEASON1』第1クールのオープニングテーマに用いられた。カップリング曲は「Steppin' Out」と「ソラノスミカ」。いずれも前作『Vai! Ya! Vai!』にはないタイプの楽曲であり、それぞれ雰囲気の全く異なるものとなっている。

## 楽曲解説

### 「Here」
主人公・羽鳥智世の深い孤独と一歩踏み出そうとする強さを歌っている。作詞は岩里祐穂、作曲および編曲は白戸佑輔。JUNNAの迫力あるボーカルと、民族音楽を取り入れた変拍子を特徴とする、複雑かつ個性的な楽曲である。具体的にはAメロとBメロは4拍子、サビは6拍子、間奏は7拍子と変化する。
JUNNAは岩里祐穂の歌詞について「作品の世界観をそのまま表現した感情を乗せやすい歌詞」であり、AメロとBメロでは智世の孤独が、サビでは智世の心に秘めている強さが描かれていることから、彼女の孤独と強さの両方を表現しようと思ったと話している。3回あるサビについては、段階的に歌うことで智世の変化を表現し、特にアカペラから始まる最後のサビに最も力を入れて歌ったことや、それぞれのサビでも羽鳥の孤独と強さを歌い分けようと思ったことを話している。ミュージックビデオでは、赤いドレスを着たJUNNAが裸足で荒野を歩きながら、力強く歌う姿が撮影された。
2017年9月29日にシングルのジャケットが公開された。また同時にYouTubeではミュージックビデオのフルバージョンが3日間限定で公開された。10月2日にはフライングドッグのホームページで収録曲の試聴がスタートし、YouTubeでショートバージョンが公開された。11月1日に発売されると、iTunes、レコチョク、mora、オリコン、MySound、うたパス、dミュージックの各配信サイトのデイリーチャートで発売日1位10冠を達成した。
2018年10月31日に発売された1stアルバム『17才が美しいなんて、誰が言った。』に初収録された。
活動5周年および「JUNNA 5th Anniversary Live」を控えた2022年5月11日に、ミュージックビデオのフルバージョンが公開された。

### 「Steppin' Out」
作詞は「ワルキューレ」で「LOVE! THUNDER GLOW」の作詞を担当したサエキけんぞう。作曲はh-wonder。パワフルかつ疾走感のある楽曲で、殻を壊して無重力の宇宙を駆けようと歌いかける。全体的に明るく、Bメロで雰囲気ががらりと変わり、サビで再び明るくなる。JUNNAはワルキューレを思い出させるが、それよりもずっと明るい楽曲であり、世界が開けていく感じを意識して歌ったと話している。

### 「ソラノスミカ」
矢吹香那の作詞・作曲によるバラード。伴奏はピアノのみ。ピアノを演奏したのは編曲を担当した島田昌典であり、島田のピアノとともに1発録りで収録したという。歌詞は同じ夢を追いかけた「君」の旅立ちに際して、自身の秘めた思いを伝えるというもの。JUNNAは好きな人の背中を押す感じを意識して歌ったと話している。

## 収録曲
| #         | タイトル                                       | 作詞           | 作曲      | 編曲      | 時間  |
| --------- | ---------------------------------------------- | -------------- | --------- | --------- | ----- |
| 1.        | 「Here」(テレビアニメ『魔法使いの嫁』OPテーマ) | 岩里祐穂       | 白戸佑輔  | 白戸佑輔  | 4:23  |
| 2.        | 「Steppin' Out」                               | サエキけんぞう | h-wonder  | h-wonder  | 4:51  |
| 3.        | 「ソラノスミカ」                               | 矢吹香那       | 矢吹香那  | 島田昌典  | 5:31  |
| 4.        | 「Here」(instrumental)                         |                |           |           | 4:12  |
| 5.        | 「Steppin' Out」(instrumental)                 |                |           |           | 4:51  |
| 6.        | 「ソラノスミカ」(instrumental)                 |                |           |           | 5:26  |
| 合計時間: | 合計時間:                                      | 合計時間:      | 合計時間: | 合計時間: | 29:14 |

## 収録アルバム
| 曲名                   | アルバム                             | 発売日         | 備考               |
| ---------------------- | ------------------------------------ | -------------- | ------------------ |
| Here 〜album version〜 | 『17才が美しいなんて、誰が言った。』 | 2018年10月31日 | オリジナルアルバム |